# Hugh Beach
Sir William Gerald Hugh Beach, GBE, KCB, MC (* 20. Mai 1923 in South Kensington, London; † 4. September 2019) war ein britischer Offizier und zuletzt General der British Army, der unter anderem zwischen 1977 und 1981 als Master-General of the Ordnance Generalmeister der technischen Truppen war. Darüber hinaus fungierte er von 1982 bis 1987 als Chief Royal Engineer und damit als offizieller Chef des Ingenieurkorps der britischen Armee.

## Leben
William Gerald Hugh Beach war der Sohn von Generalmajor William Henry Beach (1871–1952), CB, CMG, DSO, und war ein Neffe von Oberst Thomas Boswall Beach (1866–1941), CMG, CBE. Er wurde nach dem Besuch des renommierten Winchester College im August 1941 in das Korps der Royal Engineers aufgenommen und nahm am Zweiten Weltkrieg teil, wobei ihm für seine militärischen Verdienste während der Operation Neptune beim D-Day, der alliierten Landung in der Normandie, 1944 das Military Cross (MC) verliehen wurde. In der Nachkriegszeit folgten zahlreiche Verwendungen als Offizier und Stabsoffizier. Daneben absolvierte er ein Studium am Peterhouse, dem 1284 gegründeten und ältesten bestehenden College der University of Cambridge, welches er 1961 mit einem Master of Arts (M.A.) beendete. 1966 wurde er ferner Offizier des Order of the British Empire (OBE) und war danach als Brigadegeneral (Brigadier) zwischen Dezember 1968 und September 1970 Kommandeur der 12. Infanteriebrigade (Commanding, 12th Infantry Brigade). Nachdem er 1971 ein weiteres postgraduales Studium an der University of Edinburgh mit einem Master of Science (M.Sc.) abgeschlossen hatte, war er als Generalmajor (Major-General) von Dezember 1971 bis März 1974 als Director of Staff Duties Direktor für Stabsdienste im Verteidigungsministerium des Vereinigten Königreichs.
Im April 1974 übernahm Generalmajor Beach von Generalmajor Patrick Howard-Dobson den Posten als Kommandant des Staff College Camberley und bekleidete diesen bis Dezember 1975, woraufhin Generalmajor John Wilfred Stanier seine dortige Nachfolge antrat. Im Zuge der sogenannten „New Year Honours“ wurde er am 1. Januar 1976 zum Knight Commander des Order of the Bath (KCB) geschlagen, so dass er fortan den Namenszusatz „Sir“ führte. Nach seiner Beförderung zum Generalleutnant (Lieutenant-General) löste er im Januar 1976 Generalleutnant Allan Taylor als stellvertretender Oberkommandierender der Landstreitkräfte (Deputy Commander-in-Chief, United Kingdom Land Forces) und verblieb auf diesem Posten bis zu seiner Ablösung durch Generalleutnant Sir Peter Hudson im März 1977.
Nach seiner Beförderung zum General wurde Sir Hugh Beach im Mai 1977 Nachfolger von General Sir John Gibbon als Master-General of the Ordnance Generalmeister der technischen Truppen und bekleidete diesen Posten bis zu seinem Eintritt in den Ruhestand im März 1981, woraufhin General Sir Peter Leng seine Nachfolge antrat. Während dieser Zeit wurde er im Zuge der „New Year Honours“ zum Knight Grand Cross des Order of the British Empire (GBE) erhoben. Darüber hinaus fungierte er als Nachfolger von Generalleutnant Sir David Willison von 1982 bis zu seiner Ablösung durch General Sir George Cooper 1987 als Chief Royal Engineer und damit als offizieller Chef des Ingenieurkorps der britischen Armee.
Aus seiner 1951 geschlossenen Ehe mit Estelle Mary Henry gingen drei Söhne und eine Tochter hervor.

## Veröffentlichung
- Flattering the passions, or, The bomb and Britain’s bid for a world role, Mitautorin Nadine Gurr, London 1999